# 李綦昌
李綦昌（？—？），號大陸，山西平阳府洪洞县人，明末清初政治人物，同进士出身。

## 生平
崇祯九年（1636年）丙子科山西鄉試第二十一名舉人，十年（1637年）登丁丑科會試第二百八十二名，廷試三甲第一百六十五名进士。都察院觀政，十一年四月授吴桥县知县。

## 家族
曾祖李如松，嘉靖癸丑进士，山东德州知州；祖李敬修，贡士；父李世麟，生员。